# Catostomus tahoensis
Catostomus tahoensis är en fiskart som beskrevs av Gill och Jordan, 1878. Catostomus tahoensis ingår i släktet Catostomus och familjen Catostomidae. Inga underarter finns listade i Catalogue of Life.